# Tigist Tufa
Tigist Tufa Demisse (26 januari 1987) is een Ethiopische langeafstandsloopster, die gespecialiseerd in de halve marathon en de marathon. Ze schreef verschillende grote wegwedstrijden op haar naam.

## Loopbaan
In 2008 won Tufa de halve marathon van Lille-Métropole in 1:11.42. In 2014 won ze de marathon van Shanghai in een parcoursrecord van 2:21.52. Haar persoonlijk record hiervoor was 2:28.04 bij de marathon van Los Angeles in 2014 en de marathon van Ottawa in 2014, waarmee ze ook het parcoursrecord verbrak.
De grootste overwinning van haar sportieve loopbaan boekte Tufa in 2015. Dat jaar won ze de marathon van Londen in 2:23.22 en was hiermee de eerste Ethiopische in veertien jaar tijd die deze wedstrijd won. Met deze prestatie won ze $70.000 aan prijzengeld. Bij de wereldkampioenschappen in Peking werd ze zesde in 2:29.12.

## Persoonlijke records
| Onderdeel      | Prestatie | Datum           | Plaats    |
| -------------- | --------- | --------------- | --------- |
| 10 km          | 31.55     | 6 april 2008    | Barcelona |
| 15 km          | 50.56     | 17 juni 2007    | Porto     |
| halve marathon | 1:10.03   | 16 maart 2008   | Lissabon  |
| 30 km          | 1:41.39   | 24 april 2016   | Londen    |
| marathon       | 2:21.52   | 2 november 2014 | Shanghai  |

## Palmares

### 5 km
- 2013:  Coogan's Salsa, Blues and Shamrocks in New York - 16.51
- 2013:  Red Hook Criterium in Brooklyn - 16.52,8
- 2013:  Belmar Chase - 15.45
- 2013: 4e Debbie Green Memorial in Wheeling - 16.31
- 2013:  Chris Thater Memorial in Binghamton - 15.40

### 10 km
- 2007:  Oñatiko Herri Lasterketa in Oñate - 33.43
- 2008:  Nike Cursa de Bombers in Barcelona - 31.55
- 2008:  Tulle - 33.37
- 2011:  Cooper River Bridge Run in Charleston - 34.02
- 2013:  Healthy Kidney in New York - 35.26
- 2013:  Orange County Classic in Middletown - 35.35
- 2013: 5e Rock 'n' Roll New York - 36.07

### 15 km
- 2007:  Corrida Festas da Cidade do Porto - 50.56
- 2010: 8e Utica Boilermaker - 51.32
- 2013: 9e Utica Boilermaker - 51.57
- 2014: 4e Utica Boilermaker - 51.05

### 10 Eng. mijl
- 2011:  Credit Union Cherry Blossom- elite women - 54.13

### halve marathon
- 2007:  halve marathon van Palma de Mallorca - 1:13.25
- 2007:  halve marathon van Málaga - 1:13.47
- 2007:  halve marathon van Valencia - 1:15.09
- 2007:  halve marathon van Oloron Sainte Marie - 1:14.28
- 2007:  halve marathon van Lille - 1:10.33
- 2008:  halve marathon van Gavá - 1:10.26
- 2008: 5e halve marathon van Lissabon - 1:10.03
- 2008:  halve marathon van Lille - 1:11.42
- 2009:  halve marathon van Marrakesh - 1:11.46
- 2013: 4e halve marathon van Brooklyn - 1:15.46
- 2013:  halve marathon van Fairfield - 1:15.24
- 2013:  halve marathon van Providence - 1:10.51
- 2014: 7e Ethiopische kamp in Addis Ababa - 1:12.29

### marathon
- 2011: 8e marathon van Houston - 2:41.50
- 2013:  marathon van Jacksonville Beach - 2:40.45
- 2013: 8e marathon van New York - 2:29.24
- 2014:  marathon van Los Angeles (Santa Monica) - 2:28.04
- 2014:  marathon van Ottawa - 2:24.31
- 2014:  marathon van Shanghai - 2:21.52
- 2015:  marathon van Londen - 2:23.22
- 2015: 6e WK - 2:29.12
- 2015:  marathon van New York - 2:25.50
- 2016:  marathon van Londen - 2:23.03
- 2016: DNF OS
- 2017: 8e marathon van Londen - 2:25.52

### veldlopen
- 2007:  Lidingöloppet - 34.44